# Renan Lodi
Renan Lodi, właśc. Renan Augusto Lodi dos Santos (ur. 8 kwietnia 1998 w Serranie) – brazylijski piłkarz, występujący na pozycji obrońcy w saudyjskim klubie Al-Hilal oraz w reprezentacji Brazylii. Srebrny medalista Copa América 2021. 

## Życiorys
Jest wychowankiem Athletico Paranaense. W jego pierwszym zespole występował w latach 2016–2019. W Campeonato Brasileiro Série A zadebiutował 13 października 2016 w przegranym 0:1 meczu z Grêmio Porto Alegre. W sezonie 2017/2018 wraz z klubem wygrał kontynentalne rozgrywki Copa Sudamericana. 7 lipca 2019 odszedł za 20 milionów euro do hiszpańskiego Atlético Madryt.

## Sukcesy

### Athletico Paranaense
- Mistrzostwo stanu Parana: 2018, 2019
- Copa Sudamericana: 2018, 2019
- Puchar Brazylii: 2019

### Atlético Madryt
- Mistrzostwo Hiszpanii: 2020/2021